# Louis Zamperini
Louis Silvie Zamperini, detto Lou (Olean, 26 gennaio 1917 – Los Angeles, 2 luglio 2014), è stato un mezzofondista e militare statunitense, eroe di guerra.
Nel 2014 Angelina Jolie ha dedicato alla sua vita il film Unbroken.

## Biografia
Nato il 26 gennaio 1917 a Olean, nello Stato di New York, da genitori italiani, cattolici, originari di Brenzone sul Garda, Louis Zamperini iniziò la sua carriera sportiva nel 1932, praticando lo sci di fondo. Passato all'atletica, nel corso degli ultimi tre anni di liceo rimase imbattuto dopo aver stabilito diversi record.
Nel 1934 Zamperini stabilì il record mondiale interscolastico del miglio col tempo di 4'21"2. Successivamente partecipò al campionato CIF California State vincendolo con il tempo di 4'27"8. Questa vittoria gli permise di ottenere una borsa di studio per la University of Southern California.
Nel 1936 Zamperini decise di provare a qualificarsi per le Olimpiadi. Gli atleti dovevano pagarsi il viaggio per partecipare ai trials olimpici, ma dal momento che suo padre lavorava per la ferrovia, Louis ottenne un biglietto gratis del treno, mentre un gruppo di commercianti di Torrance contribuì con una colletta per consentire all'eroe locale di mantenersi una volta giunto a destinazione.
Sui 1500 m piani Zamperini era chiuso dalla presenza della medaglia d'argento Glenn Cunningham, di Archie San Romani e di Gene Venzke, pertanto decise di correre, pur essendo senza esperienza, sui 5000 m piani, dove arrivò primo ex aequo col primatista statunitense Don Lash, qualificandosi a soli 19 anni e 178 giorni, primato che ne fece il più giovane statunitense a partecipare alle Olimpiadi in questa specialità.
Né Zamperini né Lash erano accreditati come possibili vincitori dei 5000 m piani ai Giochi olimpici di Berlino, data la presenza del detentore del record mondiale Lauri Lehtinen. Zamperini riuscì dapprima a superare la batteria, preceduto dallo stesso Lehtinen e dal giapponese Kohei Murakoso, eliminando l'italiano Salvatore Mastroieni.
In finale concluse all'ottavo posto, dopo aver effettuato un eccellente ultimo giro in 56 secondi, che catturò le attenzioni di Adolf Hitler, il quale insistette per un incontro personale. Come Zamperini raccontò, Hitler strinse la sua mano e disse semplicemente: "Ah, tu sei il ragazzo con il finale veloce". La gara fu vinta dall'altro campione finlandese Gunnar Höckert; davanti a Zamperini conclusero tra gli altri lo stesso giapponese Murakoso e l'italiano Umberto Cerati, tra i favoriti avendo vinto la prima batteria.
Zamperini ha poi legato alcuni aneddoti della sua esperienza olimpica, tra cui quello riguardante il viaggio in nave verso l'Europa: "Ero un ragazzino dell'era della Depressione che non aveva mai neppure comprato un panino al supermercato. E lì tutto il cibo era gratis. Non prendevo una fetta di dolce al mattino, ma almeno sette, insieme a uova e pancetta. I miei occhi erano come piattini." Alla fine del viaggio Zamperini, come la maggior parte degli atleti presenti sulla nave, aveva infatti guadagnato un bel po' di peso, per la precisione 5 kg. Un aumento di peso a ogni modo utile per la sua salute, avendo perso in precedenza 7 kg durante gli allenamenti per i trials olimpici nella calura estiva di New York.
Nel 1940, svanito il sogno di partecipare alle Olimpiadi di Tokyo, cancellate a causa del secondo conflitto mondiale, fu arruolato come bombardiere nell'aviazione. Nel 1943 in un incidente aereo precipitò nell'Oceano Pacifico col suo B-24, resistendo per ben 47 giorni all'inclemenza del tempo, alla furia delle acque e ai proiettili giapponesi, cibandosi di solo pesce crudo assieme ad altri due commilitoni, di cui uno non sopravvisse. È in questo momento che, da ateo che era, inizia la sua conversione di fede. Zamperini inizia a vedere Dio come l'unico possibile salvatore, giurando di dedicargli la vita se dovesse sopravvivere.
Dopo 47 giorni fu infatti catturato dalla marina giapponese e deportato in una prigione militare comandata dal feroce sergente Mutsuhiro Watanabe che lo sottopose a numerose umiliazioni, forse ispirato dalla rivalità che Zamperini ebbe con Kohei Murakoso. Zamperini, eroe di guerra, trova la forza di resistere e sopravvivere e infine grazie alla fede che stava cominciando a vivere, trova la forza perfino di perdonare i suoi persecutori. Farà poi ritorno in patria al termine del conflitto. Continuerà la sua carriera olimpica tornando successivamente a Tokyo nel 1997, all'età di 80 anni, portando per un tratto la torcia olimpica in occasione dei Giochi olimpici invernali di Nagano 1998.
Morto il 2 luglio 2014 all'età di 97 anni e successivamente cremato, è stato ricordato dapprima in un libro di Laura Hillenbrand e successivamente nell'omonimo film Unbroken diretto da Angelina Jolie e distribuito pochi mesi dopo la morte di Zamperini.

## Palmarès
| Anno | Manifestazione  | Sede    | Evento       | Risultato | Prestazione | Note                          |
| ---- | --------------- | ------- | ------------ | --------- | ----------- | ----------------------------- |
| 1936 | Giochi olimpici | Berlino | 5000 m piani | 8º        | 14'46"8     | Miglior prestazione personale |